# Лаврова, Александра Ивановна
Алекса́ндра Ива́новна Лавро́ва (12 апреля 1929, Алтайский край, РСФСР, СССР — 21 января 2018, Томск, Россия) — бригадир цеха сборки Томского завода резиновой обуви (с 1948 г.), Герой Социалистического Труда (1974).

## Биография
Родилась на Алтае в крестьянской семье. В период массовых раскулачиваний крестьян, отец собрал семью и срочно завербовался ехать работать на Сахалин. В 1933 году семья решила вернуться в Сибирский край. Приехала жить к ранее высланным с Алтая дяде и бабушке — в село Красный Яр Кривошеинского района Томского округа. После окончания 8 классов средней школы работала в Кривошеинском районе, в 1946 году уехала в Томск. Здесь окончила школу ФЗО при Томском заводе резиновой обуви (с войны ТЗРО располагался в здании современного Богоявленского собора на пл. Ленина и здесь же в комплексе зданий квартала) и стала работать на этом заводе. Более 35 лет жизни Александра Ивановна посвятила Томскому заводу резиновой обуви, пройдя путь от бригадира ударной комсомольской комплексной бригады (72 человека, 1947 г.) до инструктора-наладчика и мастера цеха. Автор 4-х рационализаторских предложений.

### Трудовой подвиг
Умелый организатор производственной деятельности цеха (её коллектив всегда выполнял и перевыполнял производственные задания, выпуская продукцию высокого качества) в 1974 году А. И. Лаврова была отмечена высокой правительственной наградой: передовику производства присвоено звание Героя Социалистического Труда с вручением медали «Серп и Молот» и орденом Ленина. С наградой А. И. Лаврову поздравил легендарный тогда руководитель Томской области, первый секретарь Томского ОК КПСС Е. К. Лигачёв.

## Награды
- Золотая звезда «Серп и Молот» Героя Социалистического Труда (1974)
- Орден Ленина (1974)
- Орден Октябрьской революции
- Грамоты, дипломы, благодарственные письма